# Agonalia
En la tradición religiosa de la Antigua Roma, la Agonalia o Agonia era una fiesta celebrada varias veces al año en honor de varias divinidades, como Jano y Agonio, a quienes los romanos solían invocar al emprender cualquier negocio de importancia. La palabra procede de agonia, ‘víctima’, o de agonium, ‘fiesta’.
Su institución, como la de otros ritos y ceremonias religiosos, era atribuida a Numa Pompilio. Se sabe gracias a los antiguos calendarios que se celebraba en los tres siguientes días: 9 de enero, 17 de marzo, 21 de mayo y 11 de diciembre. A estos probablemente deba añadirse el 17 de marzo, día en que se celebraba la Liberalia, dado que esta fiesta también era llamada Agonia o Agonium Martiale.

## Propósito
El propósito de esta fiesta fue un punto discutido entre los propios antiguos, pero como Hartung ha observado, cuando se recuerda que la víctima que se ofrecía era un carnero, que la persona que la ofrecía era el rex sacrificulus y que el lugar donde era ofrecida era la Regia, no hay demasiada dificultad para entender su importancia. El cordero era la víctima que normalmente se presentaba a los dioses guardianes del estado, y el rex sacrificulus y la Regia sólo podía emplearse para tales como las relacionadas con las deidades más elevadas y que afectaban a todo el estado. Considerando el sacrificio bajo esta luz, puede verse la razón de que se ofreciese varias veces al año. La festividad del 9 de enero se atribuía a Numa Pompilio y estaba consagrada al dios con dos caras Jano, y a Agonio, al que los romanos invocaban antes de empezar cualquier empresa importante.

## Etimología
La etimología del nombre fue también un asunto de mucha disputa entre los ancianos, y las diversas etimología que se propusieron fueron largamente detalladas por Ovidio y Varrón Sin embargo, ninguna de ellas es completamente satisfactoria.
Se sabe de sobras que el monte Quirinal se llamaba originalmente Agonus y la Porta Collina, Agonensis. Es probable, pues, que el sacrificio fuese originalmente ofrecido en esta colina, y que por tanto de ella recibiese el nombre. Se afirma expresamente que el sacrificio era ofrecido en la Regia o domus regis, que en la época histórica estaba situada al final de la Vía Sacra, cerca del arco de Tito. Pero anteriormente un autor antiguo afirmó que estuvo en el Quirinal, lo que da fuerza a la hipótesis.
Muchos autores modernos suponen que el Circus Agonensis, como se le llama, ocupó el lugar de la actual Piazza Navona, y que fue construida por el emperador Alejandro Severo sobre el punto donde las víctimas eran sacrificadas en la Agonalia. Sin embargo, otros autores han aportados buenas razones para cuestionar si se trató realmente de una plaza, y han demostrado que no hay fuentes para darle el nombre de Circus Agonensis.